# Макс Сір

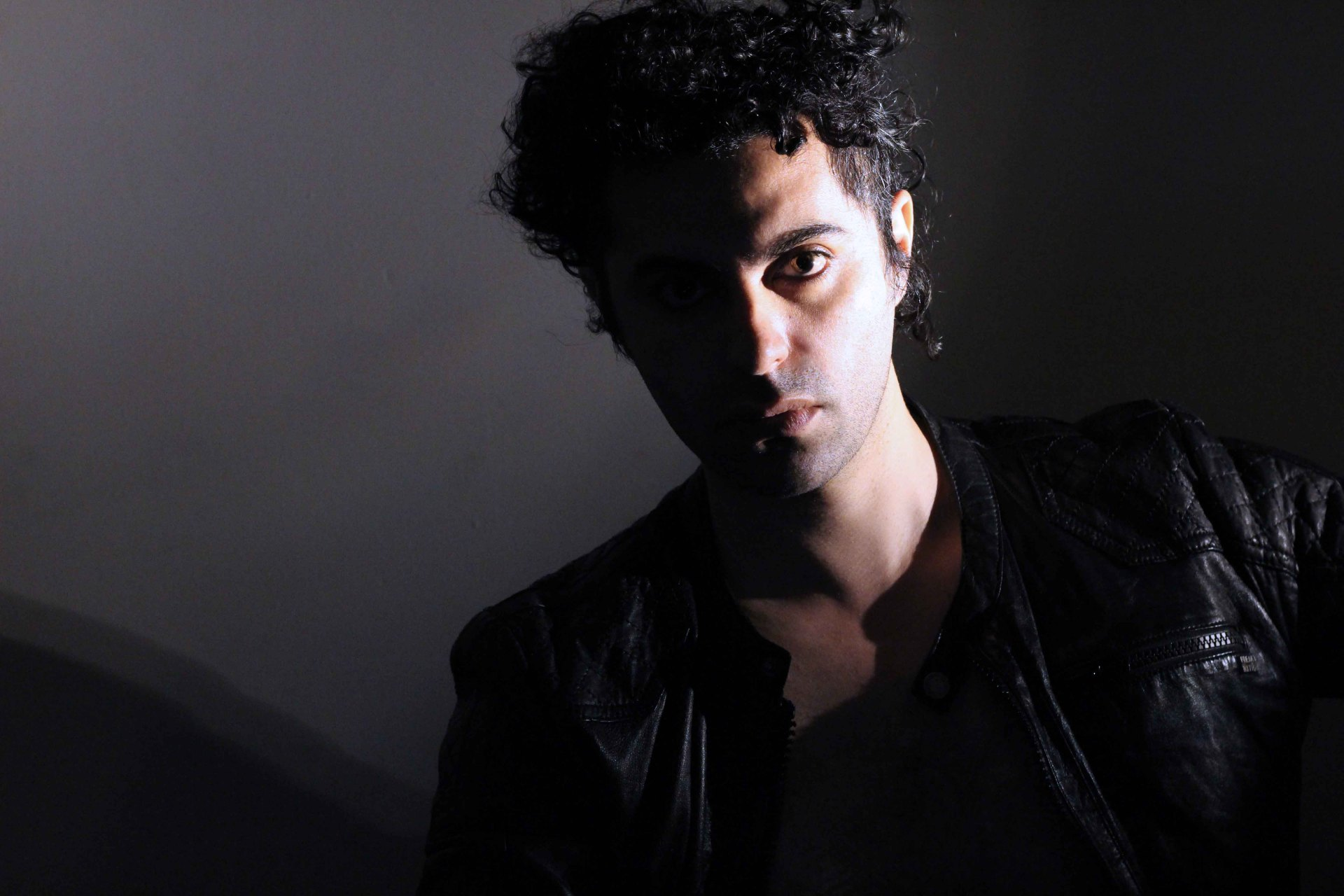
Макс Сір - чилійський художник, театральний режисер та актор.

Сір Гаррідо Макс Ренан (Вінь'я дель Мар) — чилійський художник, актор та театральний режисер.
Був режисером багатьох художніх студій. Директор театральних компаній, молодіжного і культурного офісу в Villa Alemana. Також керівник Final Art School of Rotary club. В університеті викладав теорію мистецтва та естетики. Як театрал — переможець міжнародної програми нового авангардного театру в Нью Йорку. В якості актора грав провідні ролі в театральних продакшенах Нью Йорку. Створював вистави в північній та центральній Америці, в Україні виграв нагороду "Найкращий режисер" на львівському фестивалі "Кіт Гаватовича". Як художник — переможець 5 національних конкурсів в Чилі. Мав більше 40 виставок, також мав рекорд відвідувачів та продажів в Interamerican Bank Gallery, Вашингтон. Окрім Америки працював і виставлявся в Лондоні, Празі, Парижі, Афінах, Берліні, Києві, Львові, Будапешті. Його роботи були показані на різних виставках таких як: Salon International d'art contemporain, Carrusel du Louvre, Париж, Parallax Art fair, Лондон, Comic Con, Київ. Він був запрошений як спеціальний гість на київський Комікон, а його книга була представлена на Коміконі в Сан Дієго, в Києві та на книжковому форумі у Львові. На даний момент вона перекладається різними мовами.

## Проекти
- 2022 "Створення картини-символу" - серія картин та документальний фільм.
- 2022 "Шукаючи дзеркало" - серія картин.
- 2022 - 2021 - "Метаморфози" - серія картин та рисунків.
- 2021 - 2020 - "UA CULT" - серія картин та рисунків.
- 2020 - 2019 "HAMLET" - театральна вистава, графічна новела, скечбук.
- 2017 - 2016 "ALICE" - серія картин та театральна вистава Макса Сіра.
- 2016 - "The voices of Sor Juana Inés de la Cruz" - серія картин.
- 2016 "The Book of Complaints" - театральна постановка написана Максом Сіром, головна роль.
- 2016 - "LO QUE KURT COBAIN SE LLEVÓ" - театральна постановка, головна роль.
- 2008 - "Figuras congeladas en trance" - малюнки.
- 2004 - "Portraits" - серія "олівець на папері".
- "HEADSHOT" - фотографія.

## Нагороди, виставки та досягнення
- 2022 Соло виставка та презентація документального фільму " Створення картини-символу", зафільмовано Макса Сіра, Будапешт, Угорщина.
- 2022 Виставка в Amadé-Bajzáth-Pappenheim chateu, Iszkaszentgyörgy, Угорщина.
- 2022 Соло виставка "Шукаючи дзеркало", Ari Kupsus Gallery, Будапешт, Угорщина.
- 2021 Соло виставка "Метаморфози". Палац культури, Львів. Україна.
- 2021 Соло виставка "Метаморфози". Comic Con Україна 2021, Київ, Україна.
- 2021 Створення та ілюстрування графічної новели "Метаморфози", адаптація книги Франца Кафки.
- 2020 Створення та ілюстрування графічної новели "Гамлет" за Шекспіром, адаптація театральної постановки за Шекспіром, Видавництво “UA Comic”, “Form Lviv 2020”, Львів Україна
- 2020 Створення та ілюстрування коміксу "Нуар-хроніка про шматочок піци у Львові", Львів, Україна
- 2019 Створення та ілюстрування скетчбуку "Гамлет", Львівський книжковий форум 2019, Львів, Україна.
- 2018 Режисура, оригінальний концепт, постановка та дизайн костюмів, адаптація театральної п'єси "Гамлет", Львів, Україна.
- 2018 Виставка в Salon International d'art contemporain. Carrusel du Louvre, Париж, Франція.
- 2018 Соло виставка Alice on the threshold. Посольство Чилі в Лондоні.
- 2018 Виставка в Parallax Art fair, Лондон.
- 2018-2015 Заснування та керування компанією Max Sir Art.
- 2017 Соло виставка Alice on the threshold. Latin Art Gallery, Прага, Чехія.
- 2017 Європейський тур серії картин "Аліса" The Bĕhal Fejér Institute, International Cultural Center, (Прага).
- 2017 Greenhouse Berlin (Берлін).
- 2017 The Municipal Art Gallery of Piraeus (Афіни).
- 2017 Jour et Nuit Culture, (Париж).
- 2016-2017 Режисер, засновник оригінальної концепції, постановка та дизайн костюмів, адаптація тексту "Аліса в країні чудес", Teatro Espressivo, Коста-Рика.
- 2016 Соло виставка “The Voices of Sor Juana Ines de la Cruz”. IDB Gallery, Вашингтон.
- 2016 Соло виставка “The Voices of Sor Juana Ines de la Cruz”. Gala Theatre Gallery, Вашингтон.
- 2016 Переможець міжнародної програми Cimientos за створення нового авангардного театру. IATI Theatre, Нью Йорк.
- 2016 Головна роль у виставі “Lo que Kurt Cobain se llevó”. Hispanic Theatre Festival, Нью Йорк.
- 2016 Головна роль у виставі “The book of complaint” IATI Theatre, Нью Йорк.
- 2013 Перше місце - національний конкурс художників в Puerto Montt, Чилі.
- 2012 Відбір на Drawing National Biennial. Вінь'я дель Мар, Чилі.
- 2012 Особлива відзнака на конкурсі художників “Isaías Cabezón”. Саламанка, Чилі.
- 2011 Переможець CSAV Prize 2011; Саміт національної асоціації художників, Чилі.
- 2011 Перше місце на конкурсі художників в м. Лімаче, Чилі.
- 2011-2010 Викладач візуальної естетики; Естетики та соціуму; Естетики дизайну; Сучасної естетики тіла;Воркшоп: Креативні стратегії. AIEP, University Andrés Bello. Вінь'я дель Мар, Чилі.
- 2010 Відбір на конкурс “Arte Joven”, University of Valparaíso, Чилі.
- 2010 Перше місце на конкурсі художників “Juan Francisco Gonzalez”. Чилі.
- 2010 Перше місце El Totoral; Національна спілка художників Чилі.
- 2009-2006 Керівник Rotary Club School of Fine Arts. Villa Alemana, Чилі.
- 2009 Засновник, директор і актор в театральній компанії “Contexto Porteño”.
- 2008 Засновник і директор угрупування художників “Kitsch and Masscult”.
- 2008 Соло виставка Figuras Congeladas en Trance. Sala Viña, Viña del Mar, Чилі.
- 2008-2005 Директор Office of Youth (Oficina de la Juventud), Офіс розвитку суспільства, Villa Alemana, Чилі.
- 2004 Соло виставка "Портрети". Gallery of the Commerce Chamber. Quilpué, Чилі.
- 2004 Соло виставка “Eclecticismo” Espacio Cultural Centenario Gallery. Villa Alemana, Чилі.
- 2004-1999 Директор і професор воркшопів “Budever”.
- 2003 Соло виставка “Cultura popular”. Escuela de Talentos. Quilpué, Чилі.
- 2003 Арт-нагорода. University of Playa Ancha.
- 2002 Особлива відзнака. University of Playa.
- 2002 Соло виставка "Портрети". Teatro Municipal Pompeya. Villa Alemana, Чилі.
- 2002 Відбір на конкурс “Mi ciudad”, Galería Municipal Valparaíso Gallery. Valparaíso, Чилі.
- 2002 Відбір на конкурс “Arte Joven”, Galería El Farol. Valparaíso, Чилі.
- 2002 Відбір на конкурс “Arte en Vivo”. National Museum of Fine Arts (MNBA). Сантьяго, Чилі.
- 2002 Соло виставка “Kitsch and masscult” Inauguration “Sala Villa Alemana”.
- 2002 Збірна виставка. Inauguration of the Cultural Department “Centenario”. Villa Alemana, Чилі.
- 2002 Збірна виставка; Taller de fotografía en técnicas antiguas U.P.L.A. 2001. Honor Prize. University of Playa Ancha, Чилі.
- 2001 Drawing 1 and 2 (Професор-асистент). Університет Playa Ancha, Чилі 2001 | Painting 1 and 2 (Професор-асистент). P. A.V U. Playa Ancha, Чилі.
- 2001 Збірна виставка; Відбір на конкурс “Mi ciudad”. Municipal Gallery of Valparaíso, Чилі.
- 1999 Збірна виставка. “Arte IN SITU”. Villa Alemana, Чилі.

## Навчання
- Університет Playa Ancha de Ciencias de la Educación. Диплом бакалавра та ліцензований ступінь в галузі візуального мистецтва, диплом викладача візуального мистецтва з відзнакою.
- Католицький університет Чилі. Ліцензований диплом бакалавра (акторська майстерність).
- Університет Валпареїсо, культурний менеджмент і туризм.
- Католицький університет Чилі - додатковий курс акторської майстерності.
- Університет Andrés Bello (юриспруденція).
- Університет Валпареїсо (архітектура).
- Школа музичних талантів Quilpué в Валпареїсо, Чилі (фортепіано).